# Indol-3-glicerol-fosfatna lijaza
Indol-3-glicerol-fosfatna lijaza (EC 4.1.2.8, triptofan sintaza alfa, TSA, indolglicerolfosfat aldolaza, indol glicerol fosfat hidrolaza, indol sintaza, indol-3-glicerolfosfat D-gliceraldehid-3-fosfat-lijaza, indol-3-glicerol fosfat lijaza, IGL, BX1, (1S,2R)-1-C-(indol-3-il)glicerol 3-fosfat D-gliceraldehid-3-fosfat-lijaza) je enzim sa sistematskim imenom (1S,2R)-1-C-(indol-3-il)glicerol-3-fosfat -gliceraldehid-3-fosfat-lijaza (formira indol). Ovaj enzim katalizuje sledeću hemijsku reakciju
(1-(indol-3-il)glicerol 3-fosfat {\displaystyle \rightleftharpoons } indol + D-gliceraldehid 3-fosfat
Ovaj enzim učestvuje u odbrambenom mehanizmu protiv insekata i mikrobnih patogena u familiji trave, Graminae.

## Literatura
- Nicholas C. Price; Lewis Stevens (1999). Fundamentals of Enzymology: The Cell and Molecular Biology of Catalytic Proteins (Third изд.). USA: Oxford University Press. ISBN 019850229X.
- Eric J. Toone (2006). Advances in Enzymology and Related Areas of Molecular Biology, Protein Evolution (Volume 75 изд.). Wiley-Interscience. ISBN 0471205036.
- Branden C; Tooze J. Introduction to Protein Structure. New York, NY: Garland Publishing. ISBN 0-8153-2305-0.
- Irwin H. Segel. Enzyme Kinetics: Behavior and Analysis of Rapid Equilibrium and Steady-State Enzyme Systems (Book 44 изд.). Wiley Classics Library. ISBN 0471303097.
- William P. Jencks (1987). Catalysis in Chemistry and Enzymology. Dover Publications. ISBN 0486654605.

## Spoljašnje veze
- Indole-3-glycerol-phosphate+lyase на 